# Гута-Скаришевська
Гута-Скаришевська (пол. Huta Skaryszewska) — село в Польщі, у гміні Скаришев Радомського повіту Мазовецького воєводства.
Населення — 206 осіб (2011).
У 1975-1998 роках село належало до Радомського воєводства.

## Демографія
Демографічна структура станом на 31 березня 2011 року:
|          | Загалом | Допрацездатний вік | Працездатний вік | Постпрацездатний вік |
| -------- | ------- | ------------------ | ---------------- | -------------------- |
| Чоловіки | 110     | 31                 | 72               | 7                    |
| Жінки    | 96      | 24                 | 53               | 19                   |
| Разом    | 206     | 55                 | 125              | 26                   |